# Where to Find Me
Where to Find Me (englisch Wo man mich findet) ist das zweite EP des US-amerikanischen Country-Sängers Hardy. Die EP erschien am 18. Januar 2019 über Big Loud.

## Entstehung
Nachdem Michael Wilson Hardy im Oktober 2018 mit der ersten EP This Ole Boy debütierte folgte im Januar 2019 die zweite EP mit vier Liedern. Er griff dabei auf Songideen zurück, die in den letzten sechs Jahren vor der Veröffentlichung entstanden sind, als Michael Wilson Hardy noch primär als Songwriter für andere Künstler wirkte. Michael Wilson Hardy schrieb jedes der vier Lieder und griff darüber hinaus noch auf externe Songwriter wie Hunter Phelps, Jameson Rodgers, Smith Ahnquist, James McNair, Zach Abend, Ben Burgess, Jordan Schmidt, Morgan Wallen und Jesse Frasure zurück. Produziert wurde die EP von Joey Moi. Das EP-Cover zeigt ein Foto von Michael Wilson Hardy im Wald.

## Titelliste
1. I’ll Quit Loving You – 3:27
2. All She Left Was Me – 2:41
3. Signed, Sober You – 3:28
4. Where to Find Me – 3:54

## Rezeption
Dan McIntosh vom Onlinemagazin Country Standard Time schrieb, dass die EP Hardy als „neuen Country-Künstler mit einer hellen Zukunft vorstellt“. Die EP  „würde einen dazu bringen, sich mehr zu wünschen“. Erica Zisman vom Onlinemagazin Country Swag schrieb, dass die EP vier „perfekt handgemachte Titel“ enthält, die „originelle Texte, Selbstvertrauen, frischen Sound und unbestreitbaren Charme“ enthalten.